# Bolitoglossa suchitanensis
Bolitoglossa suchitanensis é uma espécie de anfíbio caudado da família Plethodontidae. Está presente na Guatemala. A UICN classificou-a como deficiente de dados.